# 洛伦佐·莫拉
洛伦佐·莫拉（義大利語：Lorenzo Mora，1998年9月30日—），意大利男子游泳运动员，2022年地中海运动会男子200米仰泳、男子4×100米混合泳接力金牌得主、男子100米仰泳银牌得主和男子50米仰泳铜牌得主。